# Henry Newton Brown
Henry "Hendry" Newton Brown (1858 - 30 de Abril de 1884) foi um pistoleiro, policial e fora-da-lei norte-americano. Brown foi um dos membros fundadores do comitê de vigilantes conhecido por Reguladores de Lincoln, uma das facções beligerantes na Guerra do Condado de Lincoln. Começou sua carreira como caçador e logo tornou-se um formidável pistoleiro, atuando mais tarde como policial e também criminoso. Aparentemente Henry não era dado a vícios como cigarro, bebida ou jogos de azar. Entretanto era um jovem frio, de poucas palavras e temperamento explosivo.

## Biografia
Henry nasceu no ano de 1858, mas não se sabe o dia ou mês de seu nascimento. Ficou órfão ainda na infância e mudou-se com sua irmã para a fazenda de seus tios em Cold Springs no Missouri. Aos 17 anos deixou o Missouri rumo ao oeste. Trabalhou como rancheiro e caçador no Colorado. Mudou-se para Panhandle no Texas, onde acredita-se ter matado outro pistoleiro depois de uma briga. Fugiu para Novo México e se estabeleceu no Condado de Lincoln. Lá começou a trabalhar para a firma de Lawerence G. Murphy, conhecida por The House. Mas logo abandonou o emprego em razão de desavenças. Foi então contratado pelo rei do gado John Simpson Chisum e posteriormente, durante o clima turbulento da disputa comercial entre Tunstall e a facção Murphy-Dolan, Hendry foi integrado por Tunstall em seu grupo de vigilantes.
Em fevereiro de 1878 Tunstall foi assassinado pelos capangas de James Dolan a caminho de Lincoln. Brown e o resto de seus pistoleiros (grupo esse que incluía Richard Brewer, William H. Bonney, Frank McNab e Doc Scurlock) foram nomeados delegados pelo Juiz de paz da cidade, responsáveis pela captura e prisão dos assassinos de Tunstall. Henry participou da maioria dos confrontos durante a guerra e foi um dos três homens indiciados pelo assassinato do xerife William Brady e seu delegado George Hindman, aliados de Dolan. Também esteve presente no tiroteio em Blazer's Mill e na fatídica Batalha de Lincoln. Depois da guerra, Brown vagou temporariamente com Billy The Kid e seus companheiros pelo Texas e limites do Novo México. Mas enquanto Billy e Tom O'Folliard resolveram voltar para Fort Summer, Brown decidiu permanecer no Texas, onde trabalhou como vaqueiro e até chegou a ser nomeado xerife de Oldham County antes de ser despedido por mal comportamento.
Mudou-se para Woods County em Oklahoma, onde trabalhou como rancheiro para Barney O'Connor. Abandonou o emprego e seguiu para o Kansas onde foi nomeado comissário de polícia da cidade de Caldwell em 1882. Brown recrutou o forasteiro Ben Wheeler (seu verdadeiro nome era Ben Robertson) como um de seus delegados. Mais tarde, foi presenteado pelos moradores da cidade com um revólver de prata em retribuição aos seus serviços. No cumprimento de seu dever, Brown matou dois fugitivos da lei que se escondiam na cidade. Casou-se com Alice Levagood em 24 de março de 1884. No entanto sua vida como cidadão respeitável desmoronou quando Brown e seus delegados Ben Wheeler, William Smith e John Wesley tentaram roubar um banco na cidade de Medicine Lodge, ainda no Kansas. Durante a ação Wheeler e Brown assassinaram dois funcionários e pouco tempo depois da fuga foram capturados. A noite, um grupo de linchadores (Lynch Mob) invadiu a delegacia para justiçar os presos. Na confusão, Brown escapou em direção a um beco mas foi atingido por um tiro de escopeta que quase o despedaçou em dois, morrendo instantaneamente. Os outros três comparsas foram espancados e depois enforcados pelo grupo.

## Citações na Mídia
No filme Young Guns 2:Jovens Demais para Morrer, um personagem de nome Hendry William French (interpretado por Alan Ruck) foi inspirado em Henry Brown e outro membro dos Reguladores, Jim French. 